# Congreso del Estado de Chihuahua
El Honorable Congreso del Estado de Chihuahua es el órgano depositario del poder legislativo del estado mexicano de Chihuahua; está integrado por un total de 33 individuos denominados Diputados, de los cuales 22 son electos mediante el principio de mayoría en cada uno de los 22 distritos electorales, y 11 son electos mediante representación proporcional.

## Historia
El derecho constitucional mexicano se inició con la expedición de la Constitución Española de Cádiz, aprobada el 18 de marzo de 1812. En la provincia de Nueva Vizcaya se promulgó y juró los días 29, 30 y 31 de octubre de 1813. En 1814 su observancia se suspendió por orden del rey Fernando VII. De nueva cuenta se puso en vigor en 1820 y fue jurada, por segunda vez en Chihuahua, el 9 de julio del mismo año.
Al consumarse la Independencia el antiguo virreinato español dejó de existir surgiendo el Primer Imperio Mexicano. Este siguió observando las normas de la constitución política de Cádiz y demás leyes que de ella se derivaban.
El Primer Congreso Nacional del nuevo régimen dividió a la provincia de Nueva Vizcaya en dos, apareciendo así la Provincia de Durango y la Provincia de Chihuahua. De esta suerte principió el Derecho Constitucional Chihuahuense en el concierto mexicano. 
A partir de la vigencia del Derecho Constitucional de Chihuahua en el año de 1823, el régimen administrativo se ha desarrollado en las siguientes etapas: 
- de 1823 a 1824 su estructura fue la Provincia de Chihuahua;
- en 1824 perteneció al Estado Interno del Norte de acuerdo con el acta que dio nacimiento a la República Mexicana;
- de 1824 a 1835 fue el Estado de Chihuahua, dentro del régimen federal, promulgándose las primeras disposiciones administrativas, la Constitución Local de 1825 así como sus reformas y adiciones; de 1835 a 1846, en el régimen centralista, se denominó Departamento de Chihuahua;
- de nuevo, de 1846 a 1853, en un régimen federal volvió a ser Estado de Chihuahua, restableciendo la Constitución Local de 1825 y promulgando la nueva Constitución Local de 1848;
- nuevamente, bajo la dictadura del Gral. Antonio López de Santa Anna, de 1853 a 1855 se denominó Departamento de Chihuahua;
- después, y de acuerdo con el Plan de Ayutla, de 1855 a 1857, volvió a ser Estado de Chihuahua, dictando sus dos primeros Estatutos Orgánicos Provisionales;el restablecimiento del régimen federal lo conservó como Estado de Chihuahua, de 1857 a 1887 y en esta época declaró su soberanía, expidió la Constitución Local de 1858, afrontó el rompimiento del orden constitucional, el estado de sitio, la imposición de Departamentos Imperiales y, al final, el restablecimiento del orden constitucional;
- enseguida, de 1887 a 1920 de nuevo fue Estado de Chihuahua, bajó el régimen federal, promulgándose la Constitución Local de 1887 y viviendo la etapa del período pre-constitucional;
- el Estado de Chihuahua del régimen federal, en el período de 1921 a 1950 expidió la nueva Constitución Local de 1921 así como sus reformas adiciones y , también como Estado de Chihuahua bajo el régimen federal, de 1950 a 1969, promulgó su nueva Constitución Local del año de 1950.

### El Poder Legislativo del Estado de Chihuahua
Por decreto del 19 de julio de 1823 del Congreso Nacional Constituyente, surgió la Provincia de Chihuahua; asumiendo interinamente la Jefatura Política de dicha nueva provincia el alcalde de la Villa de Chihuahua a partir del 11 de agosto del citado año.
El mencionado Jefe Político convocó a elecciones para nombrar Diputados a fin de formar la Diputación Provincial de la naciente entidad, esta se instaló el 4 de octubre del mismo año. Todo esto se hizo de acuerdo con los enunciados de la Constitución de Cádiz, en su capítulo II, que se referían al gobierno y a las diputaciones provinciales.
La Diputación Provincial, de acuerdo con la aludida Constitución, tuvo las facultades siguientes: Reparto de Contribuciones a los pueblos, velar sobre la buena inversión de los fondos en los pueblos, establecimiento de los Ayuntamientos, proponer nuevas obras yreparaciones, promover la educación, denunciar abusos en recaudaciones; fomentar la agricultura, la industria y el comercio; formar el censo y la estadística de la Provincia, vigilar los establecimientos piadosos, denunciar violaciones a la Constitución, vigilar orden y progreso de las misiones y evitar abusos.
Las Diputaciones Provinciales se integraban con un Presidente, un Intendente y siete individuos más. Estos eran electos por los llamados electores de Partido. Se elegían a la vez tres suplentes para cada Diputación.
Las Diputaciones Provinciales debían renovarse cada dos años, por mitad.
Los requisitos para ser Diputados eran: ser ciudadanos en ejercicio de sus derechos, mayores de 25 años, naturales o vecinos de la Provincia con residencia mínima de 7 años y tener recursos para mantenerse con decencia.
Las Diputaciones tenían obligación de realizar 90 días de sesiones por año.
La Instalación de la Diputación Provincial la ordenó el Jefe Político Don Mariano Orcasitas de acuerdo con el artículo 12 del soberano decreto del 19 de julio de 1823 y se llevó a cabo el 4 de octubre de 1823.
Fue un acto muy solemne al que concurrieron las autoridades civiles y eclesiásticas así como los Diputados propietarios Pbro. Mariano del Prado y Don Esteban Aguirre con los suplentes José Escárcega y Pbro. José Miguel Salas Valdez.
La reunión fue en las Casas Consistoriales.- Estaban presentes el Jefe Político de pie y con sus manos en un libro abierto de los Santos Evangelios que estaba en un atril sobre la mesa del altar donde se veía una imagen del Cristo crucificado. También concurrieron el alcalde Constitucional segundo, el clero, empleados, corporaciones y demás personas del vecindario.
Se llevó a cabo el juramento: (pág. 24- fin 1° párrafo del libro Derecho Constitucional en Chihuahua del Profr. F. Almada).
De nuevo, acercándose al Altar los Diputados propietario y suplentes (después), el Jefe Político Don Mariano Orcasitas les recibió el juramento.- Luego se colocaron en sus asientos los diputados y en señal de posesión y el presidente dijo en voz alta que hallándose reunida la Excelentísima Diputación Provincial en su mayoría la declaraba instalada en el estado de principiar y continuar sus sesiones.
Después de los actos descritos, todas las corporaciones se trasladaron a la Santa Iglesia Parroquial, (hoy Catedral Metropolitana) donde se cantó un Te Deum y se celebró el Santo Sacrificio de la misa, al término, de nuevo fueron todos a las Casas Consistoriales donde la Diputación recibió las felicitaciones.
Se levantó al respecto un acta que firmó el alcalde segundo, Mariano Orcasitas, Manuel de Palacio, Mariano del Prado, Esteban Aguirre, Juan José Escárcega, José Ma. De Irigoyen José Miguel Salas Valdez y José Ma. Ponce de León, Secretario.
El Acta Constitutiva de la Federación del 31 de enero de 1824, expedida por el Congreso Nacional Constituyente, eliminó el sistema centralista que había dominado desde la época de la colonia y creó los Estados de la República.
Dicha acta, en su artículo séptimo, ordenó el establecimiento del Estado Interno del Norte, formando con las Provincias de Durango, Chihuahua y Nuevo México. Con dicho antecedente, el Congreso convocó a elecciones para instalar el Congreso Constituyente de esta nueva entidad, pero cuando el proceso de designación de Diputación estaba en marcha, el mismo Congreso expidió nuevos decretos declarando a Durango y Chihuahua Estado de la Federación y de esta manera no llegó a instalarse la legislatura constituyente del efímero Estado Interno del Norte.

### El Estado de Chihuahua y su Congreso Constituyente
Fue creado por ley del Congreso Nacional Constituyente aprobada el 6 de julio de 1824.
Con este motivo se integró la Legislatura Constituyente con los mismos Diputados que habían sido elegidos el 30 de mayo anterior por la Junta Electoral de Provincia. Se ordenó a la vez que la Junta Electoral debería completar 11 representantes propietarios y 4 suplentes.
De acuerdo con lo anterior fue instalado el Congreso Constituyente del Estado de Chihuahua el 8 de septiembre de 1824 y en el mismo día expidió un decreto en el que declaró que se encontraba legalmente constituido.
El mencionado primer decreto, estableció a la vez que la forma de gobierno adoptada era la representativa, republicana y popular, con división de poderes en legislativo, Ejecutivo y Judicial. También prohibió el ejercicio de cualquier religión que no fuera la católica y precisó el compromiso de crear la Constitución Política Local.
El Congreso Constituyente nombró, el mismo 8 de septiembre de 1823, al señor José de Urquidi, como Gobernador Provisional del naciente Estado.
El Congreso Constituyente, a partir de su instalación, continuó expidiendo leyes para su organización interior sobresaliendo, el 29 de noviembre de 1824, el funcionamiento de un juzgado de segunda instancia en la Ciudad de Chihuahua y el ordenamiento legislativos, que creó el Supremo Tribunal de Justicia, el 13 de junio de 1825. También ordenó, el 20 del mismo mes de junio, el funcionario de la Secretaría General de Gobierno.

## Legislaturas
| Legislatura   | Periodo   |
| ------------- | --------- |
| Constituyente | 1857-1859 |
| I             | 1859-1861 |
| II            | 1861-1863 |
| III           | 1863-1865 |
| IV            | 1865-1867 |
| VI            | 1868-1869 |
| VII           | 1869-1871 |
| VIII          | 1871-1873 |
| IX            | 1873-1875 |
| X             | 1875-1877 |
| XI            | 1877-1879 |
| XII           | 1879-1881 |
| XIII          | 1881-1883 |
| XIV           | 1883-1885 |
| XV            | 1885-1887 |
| XVI           | 1887-1889 |
| XVII          | 1889-1891 |

| Legislatura | Periodo   |
| ----------- | --------- |
| XVIII       | 1891-1893 |
| XIX         | 1893-1895 |
| XX          | 1895-1897 |
| XXI         | 1897-1899 |
| XXII        | 1899-1901 |
| XXIII       | 1901-1903 |
| XXIV        | 1903-1905 |
| XXV         | 1905-1907 |
| XXVI        | 1907-1909 |
| XXVII       | 1909-1911 |
| XXVIII      | 1911-1913 |
| XXIX        | 1920-1922 |
| XXX         | 1922-1924 |
| XXXI        | 1924-1926 |
| XXXII       | 1926-1928 |
| XXXIII      | 1928-1930 |
| XXXIV       | 1930-1932 |

| Legislatura | Periodo   |
| ----------- | --------- |
| XXXV        | 1932-1934 |
| XXXVI       | 1934-1936 |
| XXXVII      | 1936-1938 |
| XXXVIII     | 1938-1940 |
| XXXIX       | 1940-1942 |
| XL          | 1942-1944 |
| XLI         | 1944-1947 |
| XLII        | 1947-1950 |
| XLIII       | 1950-1953 |
| XLIV        | 1953-1956 |
| XLV         | 1956-1959 |
| XLVI        | 1959-1962 |
| XLVII       | 1962-1965 |
| XLVIII      | 1965-1968 |
| XLIX        | 1968-1971 |
| L           | 1971-1974 |
| LI          | 1974-1977 |

| Legislatura | Periodo   |
| ----------- | --------- |
| LII         | 1977-1980 |
| LIII        | 1980-1983 |
| LIV         | 1983-1986 |
| LV          | 1986-1989 |
| LVI         | 1989-1992 |
| LVII        | 1992-1995 |
| LVIII       | 1995-1998 |
| LIX         | 1998-2001 |
| LX          | 2001-2004 |
| LXI         | 2004-2007 |
| LXII        | 2007-2010 |
| LXIII       | 2010-2013 |
| LXIV        | 2013-2016 |
| LXV         | 2016-2018 |
| LXVI        | 2018-2021 |
| LXVII       | 2021-2024 |
| LXVIII      | 2024-2027 |

1. ↑  La V Legislatura no existió a consecuencia de la Segunda intervención francesa en México. El Congreso del Estado de Chihuahua considera que la sucesora de la IV Legislatura es la VI Legislatura.[1]

## Sede del Poder Legislativo

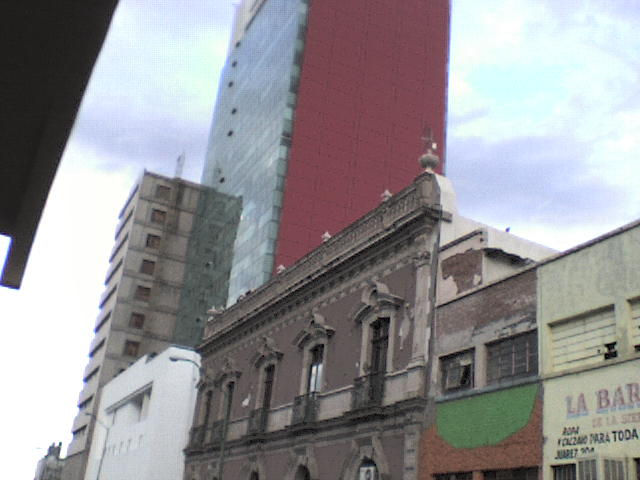

La sede del Poder Legislativo se encuentra localizado en la Ciudad de Chihuahua, también conocido como Palacio Legislativo o Torre Legislativa. Cuenta con 20 pisos y uno subterráneo, el edificio está abierto al público libremente hasta el piso 18, los siguientes pisos están cerrados ya que son la terraza, el salón de legisladores y el helipuerto. El edificio tiene un extremo rojo, dos verdes y uno blanco, este último es tapado por el edificio guizar.
En la Planta Baja, además de encontrarse con la recepción, se encuentran varias salas de sesiones en honor al Tricentenario de la Fundación de la Ciudad de Chihuahua, el Bicentenario de la Independencia y Centenario de la Revolución. Igualmente se encuentra el Módulo de Información para la Transparencia y Acceso a la Información Pública. Cabe destacar que en el área de elevadores se encuentra una escultura del maestro chihuahuense Sebastián.
En el primer piso del mismo se encuentra el Salón de Sesiones y la Sala Morelos, donde sesiona el Pleno de los Diputados, así como la Diputación Permanente.